# Wieńczysława
Wieńczysława – żeński odpowiednik imienia Wieńczysław, utworzonego w nowszych czasach na wzór imion staropolskich.
Wieńczysława imieniny obchodzi 25 marca i 16 maja.